# Divizia Națională de Fotbal a României 1933-1934
Sezonul 1933-1934 al Diviziei Naționale a fost cea de-a 22-a ediție a Campionatului de Fotbal al României, și a doua desfășurată în sistem divizionar. A fost păstrat sistemul cu două serii, dar numărul echipelor a fost mărit la 16. Câștigătoarele celor două serii s-au întâlnit în finala campionatului în sistemul tur-retur. Venus București a devenit campioană pentru a patra oară în istoria sa.

## Clasamente

### Grupa 1
| Loc | Echipă                | Pct. | MJ | V | E | Î  | GM | GP | GA    | Calificare sau retrogradare         |
| --- | --------------------- | ---- | -- | - | - | -- | -- | -- | ----- | ----------------------------------- |
| 1.  | Venus București (C)   | 19   | 14 | 9 | 1 | 4  | 41 | 23 | 1,783 | Avansează în finală                 |
| 2.  | Crișana Oradea        | 18   | 14 | 7 | 4 | 3  | 29 | 19 | 1,526 |                                     |
| 3.  | Universitatea Cluj    | 17   | 14 | 8 | 1 | 5  | 33 | 17 | 1,941 |                                     |
| 4.  | CFR București         | 17   | 14 | 7 | 3 | 4  | 29 | 18 | 1,611 |                                     |
| 5.  | AMEFA Arad            | 17   | 14 | 7 | 3 | 4  | 26 | 22 | 1,182 |                                     |
| 6.  | Chinezul              | 16   | 14 | 8 | 0 | 6  | 33 | 25 | 1,320 |                                     |
| 7.  | Brașovia Brașov (R)   | 4    | 14 | 1 | 2 | 11 | 18 | 54 | 0,333 | Retrogradare în Divizia B 1934-1935 |
| 8.  | Tricolor Ploiești (R) | 4    | 14 | 1 | 2 | 11 | 14 | 45 | 0,311 | Retrogradare în Divizia B 1934-1935 |

#### Rezultate
| Oaspeți ► Gazde ▼                          | AME | BRA | CFR | CHI | CRI | TRI | UCJ | VEN |
| ------------------------------------------ | --- | --- | --- | --- | --- | --- | --- | --- |
| AMEFA Arad                                 | —   | 2–1 | 0–0 | 3–2 | 3–1 | 6–2 | 4–1 | 3–1 |
| Brașovia Brașov                            | 3–3 | —   | 1–2 | 1–3 | 2–2 | 6–0 | 0–3 | 2–7 |
| CFR București                              | 1–0 | 7–0 | —   | 3–2 | 1–1 | 5–2 | 1–0 | 3–4 |
| Chinezul Timișoara                         | 7–1 | 2–1 | 2–0 | —   | 5–0 | 4–1 | 0–2 | 3–0 |
| Crișana Oradea                             | 1–0 | 6–0 | 1–1 | 8–1 | —   | 4–1 | 1–0 | 0–3 |
| Tricolor Ploiești                          | 0–0 | 4–1 | 0–2 | 1–2 | 0–1 | —   | 1–4 | 2–2 |
| Universitatea Cluj                         | 0–1 | 7–0 | 2–1 | 3–0 | 2–2 | 2–0 | —   | 0–3 |
| Venus București                            | 2–0 | 6–0 | 3–2 | 1–0 | 0–1 | 6–0 | 3–7 | —   |
| Câștigă gazdele; Remiză; Câștigă oaspeții. |     |     |     |     |     |     |     |     |

### Grupa 2
| Loc | Echipă                  | Pct. | MJ | V  | E | Î  | GM | GP | GA    | Calificare sau retrogradare         |
| --- | ----------------------- | ---- | -- | -- | - | -- | -- | -- | ----- | ----------------------------------- |
| 1.  | Ripensia (A)            | 22   | 14 | 10 | 2 | 2  | 55 | 13 | 4,231 | Avansează în finală                 |
| 2.  | Unirea Tricolor         | 20   | 14 | 9  | 2 | 3  | 40 | 19 | 2,105 |                                     |
| 3.  | CA Oradea               | 18   | 14 | 8  | 2 | 4  | 44 | 19 | 2,316 |                                     |
| 4.  | Juventus București      | 18   | 14 | 8  | 2 | 4  | 26 | 21 | 1,238 |                                     |
| 5.  | România Cluj            | 16   | 14 | 7  | 2 | 5  | 24 | 21 | 1,143 |                                     |
| 6.  | Gloria CFR Arad         | 12   | 14 | 5  | 2 | 7  | 29 | 38 | 0,763 |                                     |
| 7.  | Mureșul Târgu Mureș (R) | 4    | 14 | 1  | 2 | 11 | 15 | 53 | 0,283 | Retrogradare în Divizia B 1934-1935 |
| 8.  | Șoimii Sibiu (R)        | 2    | 14 | 0  | 2 | 12 | 7  | 56 | 0,125 | Retrogradare în Divizia B 1934-1935 |

#### Rezultate
| Oaspeți ► Gazde ▼                          | CAO | GLA | JUV | MUR  | RIP | ROM | UTB | ȘOI |
| ------------------------------------------ | --- | --- | --- | ---- | --- | --- | --- | --- |
| CA Oradea                                  | —   | 4–1 | 1–2 | 4–0  | 0–0 | 5–1 | 1–1 | 7–0 |
| Gloria CFR Arad                            | 1–6 | —   | 2–2 | 3–0  | 1–3 | 0–2 | 2–2 | 8–1 |
| Juventus București                         | 4–2 | 1–0 | —   | 3–1  | 1–2 | 1–2 | 2–0 | 3–1 |
| Mureșul Târgu Mureș                        | 3–4 | 2–3 | 3–4 | —    | 0–6 | 0–1 | 0–4 | 1–1 |
| Ripensia Timișoara                         | 3–0 | 8–0 | 1–3 | 7–2  | —   | 4–4 | 6–2 | 7–0 |
| România Cluj                               | 1–4 | 2–3 | 3–0 | 5–0  | 3–0 | —   | 1–2 | 2–0 |
| Unirea Tricolor București                  | 2–1 | 3–2 | 4–0 | 10–1 | 0–3 | 2–0 | —   | 3–0 |
| Șoimii Sibiu                               | 0–5 | 2–3 | 1–3 | 1–4  | 0–5 | 0–0 | 0–5 | —   |
| Câștigă gazdele; Remiză; Câștigă oaspeții. |     |     |     |      |     |     |     |     |

## Finala
Tur
| 15 iulie 1934 | Ripensia                | 2 – 3 | Venus București                  | Timișoara Arbitru: Teofil Morariu (Oradea) |
| 15 iulie 1934 | Bindea 23' C. Lazăr 28' |       | P. Vîlcov 60', 75' V. Vîlcov 67' | Timișoara Arbitru: Teofil Morariu (Oradea) |

Retur
| 22 iulie 1934 | Venus București                                          | 5 – 3 | Ripensia                        | București Arbitru: Teofil Morariu (Oradea) |
| 22 iulie 1934 | C. Vîlcov 49', 73' V. Vîlcov 57', 64' Em. Dumitrescu 75' |       | Ciolac 15' Dobay 62' Bindea 80' | București Arbitru: Teofil Morariu (Oradea) |

| Câștigătorii Diviziei Naționale ediția 1933/1934 |
| ------------------------------------------------ |
| Venus București Al 4-lea Titlu                   |